# Juan Bautista del Mazo

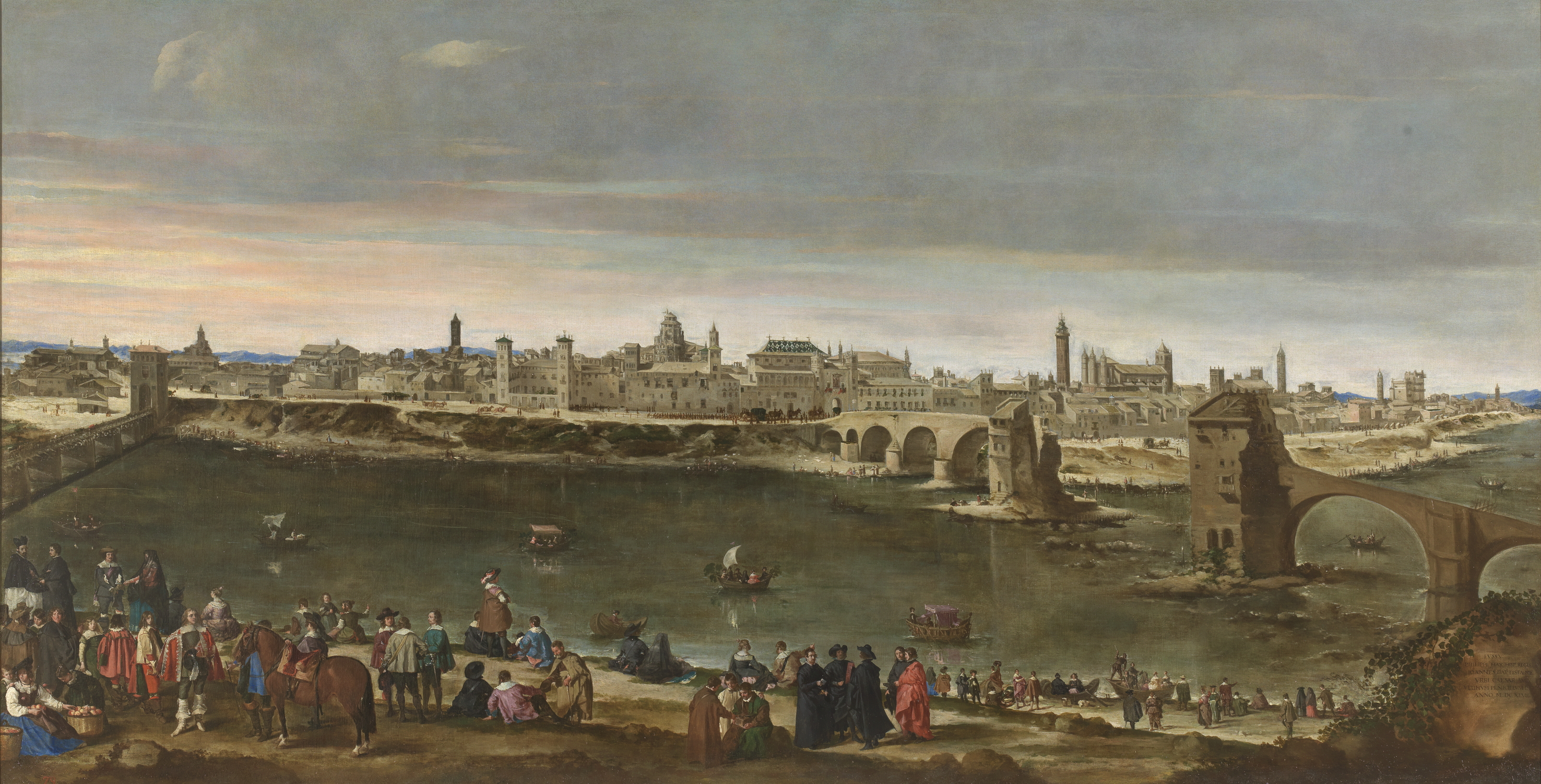
Vista de Saragossa, Museo del Prado.

Juan Bautista Martínez del Mazo (Beteta?, província de Conca, 1605 - Madrid, 1667) fou un pintor espanyol, gendre i ajudant de Velázquez.
Va ser batejat el 22 de maig de 1605 a l'església de San Martín de Conca,
Se sap molt poc de la vida d'aquest pintor fins que a l'agost de 1633 va contreure matrimoni amb Francisca Velázquez i Pacheco, una de les filles de Diego Velázquez. Tots dos, Velázquez i Martínez del Mazo, van ser companys del pintor, arquitecte i escultor granadí Alonso Cano al taller sevillà del seu mestre Francisco Pacheco.
El seu sogre Velázquez el va tenir en gran estima i va posar sempre mà d'ell com el seu millor ajudant. De fet, s'acostumen a atribuir a Mazo algunes pintures de Velázquez que no encaixen en la tècnica del mestre. Velázquez va ajudar molt Mazo a la seva carrera artística dintre de la cort espanyola, i també va emprendre gestions per aconseguir-li alguna col·locació.
Mazo va ser nomenat pintor de cambra el 1661 a la mort del seu sogre Velázquez. Es creia que va ser Mazo qui a la mort de Velázquez va acabar i va retocar el retrat la infanta Margarida, però les últimes investigacions efectuades al Prado tendeixen a donar l'autoria total del quadre a Mazo. La infanta Margarida, protagonista de Las Meninas, va ser esposa de l'emperador Leopold I d'Àustria i va morir molt jove.
Durant força temps les obres de Del Mazo van ser atribuïdes a Velázquez. La crítica moderna amb les noves tècniques i coneixements han pogut restituir l'autoria de les mencionades obres. Entre les seves millors obres destaquen la Vista de Saragossa, La caceria del Tabladillo i El Arco de Tito.
La seva obra més sorprenent és La família del pintor Juan Bautista Martínez del Mazo del Kunsthistorisches Museum de Viena, un retrat col·lectiu on es pot veure Juan Bautista, la seva esposa Francisca (filla de Velázquez), els fills de tots dos i servents. L'ambientació del lloc i la disposició de diversos elements remeten a Las Meninas.
Al Museu Víctor Balaguer de Vilanova i la Geltrú també s'hi pot trobar l'obra de caràcter mitològic Dido i Eneas, realitzada per l'artista a partir d'un original de Rubens perdut. La peça, que es troba en dipòsit juntament amb altres procedeix del Museo Nacional del Prado.

## Obres
| Quadre                                           | Nom                                              | Data          | Tècnica        | Dimensions          | Localització                                     | Notes |
| ------------------------------------------------ | ------------------------------------------------ | ------------- | -------------- | ------------------- | ------------------------------------------------ | --- |
| Reunió de tretze personatges                     | Reunió de tretze personatges                     | 1630 ca.      | Oli sobre tela |                     | Musée du Louvre París                            | Al segle xix es va pensar que era obra de Velázquez. |
| Felip IV a cavall                                | Felip IV a cavall                                | 1634          | Oli sobre tela |                     | Galleria Palatina, Palazzo Pitti Florència       | Obra de taller, còpia de l'original de Velázquez del Museo del Prado; s'atribueix a Martínez del Mazo i va ser enviat a Florència a l'escultor Pietro Tacca perquè servís de model per a l'escultura eqüestre que avui és a la Plaça d'Orient de Madrid. |
|                                                  | Retrat de l'infant Baltasar Carles               | 1635 ca.      | Oli sobre tela | 144 × 109,3 cm      | Sammlung Nemes und Herzog Budapest               | |
|                                                  | Cacera de cérvols a Aranjuez                     | 1635 ca.      | Oli sobre tela | 249 × 187 cm        | Museo del Prado Madrid                           | |
|                                                  | Retrat de l'infant Baltasar Carles               | 1639-1645     | Oli sobre tela | 148,5 × 112,5 cm    | Rijksmuseum Amsterdam                            | |
| El príncep Baltasar Carles amb armadura          | El príncep Baltasar Carles amb armadura          | ca. 1639-1645 | Oli sobre tela |                     | Mauritshuis La Haia                              | Potser obra de Mazo o del taller de Velázquez, còpia d'un original d'aquest. |
| Nan amb gos o El bufó Antonio el Inglés          | Nan amb gos o El bufó Antonio el Inglés          | 1640-1645     | Oli sobre tela | 142 × 107 cm        | Museo del Prado Madrid                           | Abans fou atribuït a Velázquez i, després, a Carreño de Miranda. |
|                                                  | Retrat de l'infant Baltasar Carles, amb capa     | 1645-1646     | Oli sobre tela | 209 x 144 cm        | Museu del Prado Madrid                           | |
|                                                  | Vista de Saragossa en 1647                       | 1647          | Oli sobre tela | 181 x 331 cm        | Museu del Prado Madrid                           | |
|                                                  | Arc de Titus a Roma                              | 1657          | Oli sobre tela | 146 x 111 cm        | Museo del Prado Madrid                           | |
|                                                  | Carrer de la Reina a Aranjuez                    | 1657          | Oli sobre tela | 245 x 202 cm        | Museo del Prado Madrid                           | |
|                                                  | Estany gran del palau del Buen Retiro            | 1657          | Oli sobre tela | 147 × 114 cm        | Museo del Prado Madrid                           | |
| Retrat de la infanta Margarida d'Àustria         | Retrat de la infanta Margarida d'Àustria         | 1659-1664     | Oli sobre tela | 120,5 x 94,5 cm     | Kunsthistorisches Museum Viena                   | A partir d'una idea o esborrany de Velázquez; durant molt temps es pensava que era obra de Velázquez, només acabada per Mazo. |
| Retrat de la infanta Margarida d'Àustria         | Retrat de la infanta Margarida d'Àustria         | 1660          | Oli sobre tela | 212 x 147 cm        | Museo del Prado Madrid                           | S'havia considerat l'última obra de Velázquez, però fou pintada per Juan Bautista del Mazo, a partir del retrat anterior; Velázquez podria haver fet l'esborrany o la idea general                                                                       |
| Retrat de la infanta Margarida d'Àustria en verd | Retrat de la infanta Margarida d'Àustria en verd | 1660          | Oli sobre tela | 121 x 107 cm        | Szépművészeti Múzeum Budapest                    | Còpia feta per Juan Bautista Martínez del Mazo del retrat de la infanta en blau, avui a Viena |
|                                                  | Retrat de Luis del Mazo                          | 1660 ca.      | Oli sobre tela | 381 x 273 cm        | Dulwich Picture Gallery Dublín                   | |
|                                                  | Dona amb un nen adormit                          | 1660 ca.      | Oli sobre tela | 69 × 57 cm          | Museu de l'Ermitage Sant Petersburg              | |
|                                                  | Paisatge amb Mercuri i Herse                     | 1660 ca.      | Oli sobre tela | 148 × 111 cm        | Museo del Prado Madrid                           | |
|                                                  | María Teresa Fajardo, duquesa de Montalto        | 1665          | Oli sobre tela | 124 x 100 cm        | Niedersächsisches Landesmuseum Hannover Hannover | Al darrere es veu la Pieza Ochavada del Palau Reial de Madrid, amb el rei Carles II i alguns servents. |
|                                                  | La família del pintor                            | 1665          | Oli sobre tela | 149,5 cm x 174,5 cm | Kunsthistorisches Museum Viena                   | |
|                                                  | L'emperadriu Margarida Teresa de dol             | 1666          | Oli sobre tela | 209 x 147 cm        | Museu del Prado Madrid                           | Retrat de l'emperadriu d'Àustria vestida de dol per la mort de son pare Felip IV d'Espanya. |
|                                                  | La reina Mariana d'Àustria de dol                | 1666          | Oli sobre tela | 196,8 x 146 cm      | National Gallery Londres                         | Al darrere es veu la Pieza Ochavada del Palau Reial de Madrid, amb el rei Carles II i alguns servents. |
| Retrat d'Adrià Pulido Pareja                     | Retrat d'Adriano Pulido Pareja                   |               | Oli sobre tela |                     | National Gallery Londres                         | Còpia de Juan Martínez del Mazo d'un original perdut de Velázquez, del que hi ha altres rèpliques |